# 笑顔のままで
「笑顔のままで」（えがおのままで）は、2006年2月15日に発売された上戸彩の13枚目のシングルである。アルバム『License』の先行シングル。

## 解説
- 前作「風をうけて」以来、約半年ぶりのシングルとなる。ちなみに、上戸自身がタイトルを命名した。
- コーラスにRYOJI（from ケツメイシ）、Tiaraが参加している。RYOJIは前作に続いてプロデュースも務める。
- PVでは美容院にて実際に髪を切るシーンが映されている。

## 収録曲
1. 笑顔のままで
（作詞・作曲：RYOJI　編曲;NAOKI-T）
日本テレビ系「くりぃむしちゅーのたりらリラ～ン」2月エンディングテーマ
日本テレビ系『音楽戦士 MUSIC FIGHTER』POWER PLAY
2. Ueto-Aya-Mega-Mix FILE01 Mega-Hits
「風をうけて」、「夢のチカラ」、「愛のために。」、「風」、「ウソツキ」、「Pureness」を含むメガミックス
3. Ueto-Aya-Mega-Mix FILE02 Prologue of "License"
「約束の場所」、「ぬくもり」、「1 million thanks」他を含むアルバム『License』の予告編
4. 笑顔のままで-Instrumental-

## 収録アルバム
- License (#1)
- BEST OF UETOAYA -Single Collection- (#1)